# Sent Jors de Maremne
Sent Jors de Maremne (en francès Saint-Geours-de-Maremne) és un municipi francès situat al departament de les Landes i a la regió de la Nova Aquitània.

## Demografia
| 1962                                       | 1968  | 1975  | 1982  | 1990  | 1999  | 2007  |
| ------------------------------------------ | ----- | ----- | ----- | ----- | ----- | ----- |
| 1.194                                      | 1.237 | 1.254 | 1.234 | 1.434 | 1.666 | 1.986 |
| Des de 1962: població sense dobles comptes |       |       |       |       |       |       |

## Administració
| Període   | Identitat           | Partit |
| --------- | ------------------- | ------ |
| 2001-2009 | Jean-Claude Darzacq | PS     |
| 2009-     | Michel Penne        | PS     |

## Personatges il·lustres
- Guy Lapébie, ciclista.